# Komórki Panetha

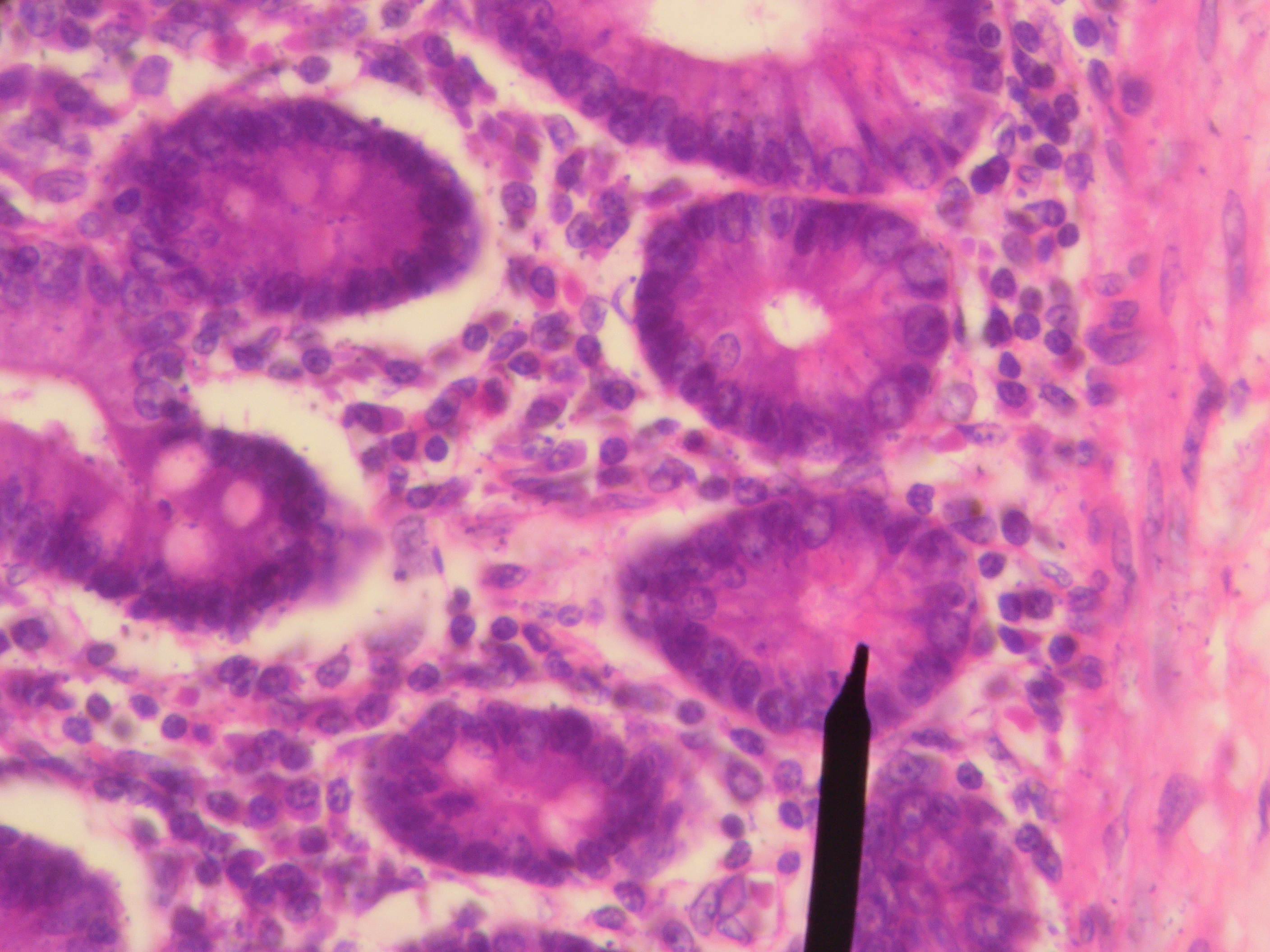
Ludzkie komórki Panetha pod mikroskopem.

Komórki Panetha – komórki zlokalizowane w dolnych częściach krypt jelitowych. Mają kształt ściętej piramidy. Cechuje je rozbudowana siateczka śródplazmatyczna szorstka, aparat Golgiego oraz ziarnistości kwasochłonne wydzielnicze w górnej części cytoplazmy. Występują w jelicie cienkim, brak ich w jelicie grubym.
Biorą udział w reakcjach obronnych jelit – zawierają lizozym, immunoglobuliny IgA, czynnik TNF-α, związki związane z defensynami oraz kryptydyny. Komórki Panetha uczestniczą również w fagocytozie mikroorganizmów. 